# Adolf Neuendorff
Pour les articles homonymes, voir Neuendorf.
Adolf Heinrich Anton Magnus Neuendorff, né le 13 juin 1843 à Hambourg et mort le 4 décembre 1897 à New York, également connu sous le nom d'Adolph Neuendorff, est un compositeur, violoniste, pianiste, chef d'orchestre, metteur en scène et directeur de théâtre germano-américain.

## Biographie

### Jeunesse
Né à Hambourg, en Allemagne, le 13 juin 1843, Neuendorff émigre avec son père à New York, États-Unis en 1855. À New York, il étudie la musique, prend des leçons de violon avec G. Matzka et Joseph Weinlich, et des leçons de piano, de théorie musicale et de composition avec Gustav Schilling. En 1859, il fait ses débuts comme pianiste lors d'un concert à Dodworth Hall. En 1861, il effectue une tournée au Brésil comme violoniste.

### Milwaukee
En 1864, il retourne aux États-Unis. Il s'installe à Milwaukee, dans le Wisconsin. Il devient chef d'orchestre et maître de chant de l'Opéra allemand de Carl Anschutz. Plus tard, il remplace Anschutz comme chef d'orchestre attitré de la compagnie.

### New York
En 1867, il est nommé directeur musical la musique-directeur du New Stadt Theatre à New York. Il y dirige premières représentations américaines de Lohengrin de Richard Wagner, le 3 avril 1871 et  de Die Walküre, le 2 avril 1877. En 1872, il fait venir Theodor Wachtel aux États-Unis, et, avec Carl Rosa, il donne une saison d'opéra italien à l'Academy of music. Cette même année, il crée également le Théâtre Germania à New York, dont il sera le directeur pendant onze ans. En même temps, il est aussi organiste d'église et chef de chorale. En 1875, il donne une saison d'opéra allemand avec Wachtel et Mme Pappenheim. Il dirige des concerts pour le centenaire de Beethoven. En 1876, il se rend à la première édition du Festival de Bayreuth comme correspondant pour le New Yorker Staats-Zeitung. Dans la saison 1878-1879, il dirige l'Orchestre philharmonique de New York en l'absence de Theodore Thomas, qui était à Cincinnati. La première interprétation américaine de la Symphonie nº 2 de Brahms est donnée par l'Orchestre Philharmonique sous la direction de Neuendorff le 3 octobre, 1878. Le 21 décembre 1878, il dirige cet orchestre au cours de la création aux États-Unis de Francesca da Rimini (Tchaïkovski), fantaisie d'après Dante. Pour la saison 1879-1880, Thomas revient de Cincinnati et est nommé chef d'orchestre de l'Orchestre philharmonique de New York. Neuendorff commence à composer des opéras-comiques et de opérettes, sur des livrets anglais et allemands. En outre, il traduit en anglais des opéras allemands pour des représentations à Broadway, comme, par exemple, Die Afrikareise de Franz von Suppé.

### Boston
Entre 1884 et 1889, il réside à Boston, dans le Massachusetts. Le 11 juillet 1885, il dirige le premier « Promenade Concert » avec le Boston Pops Orchestra au Boston Music Hall. Ce premier concert, intitulé « Une soirée avec Bilse», introduisant aux États-Unis la tradition des légendaires « Bilse-Konzerte ».

### Vienne
En 1889, il devient directeur de compagnie d'opéra de la soprano Emma Juch. Deux ans plus tard, il s'installe à Vienne avec son épouse, la chanteuse Georgina von Januschowsky, avant de retourner à New York, où il meurt le 4 décembre 1897, âgé de 54 ans.

## Œuvres principales
Neuendorff a composé deux symphonies, œuvres instrumentales et vocales et des opéras :
- The Rat-Charmer of Hamelin/Der Rattenfänger von Hameln (1880)
- Don Quixote (1882)
- Prince Waldmeister (1887)
- The Minstrel (1892)

## Source de traduction
- (en) Cet article est partiellement ou en totalité issu de l’article de Wikipédia en anglais intitulé « Adolf Neuendorff » (voir la liste des auteurs).